# Pedrazza Racing Cars

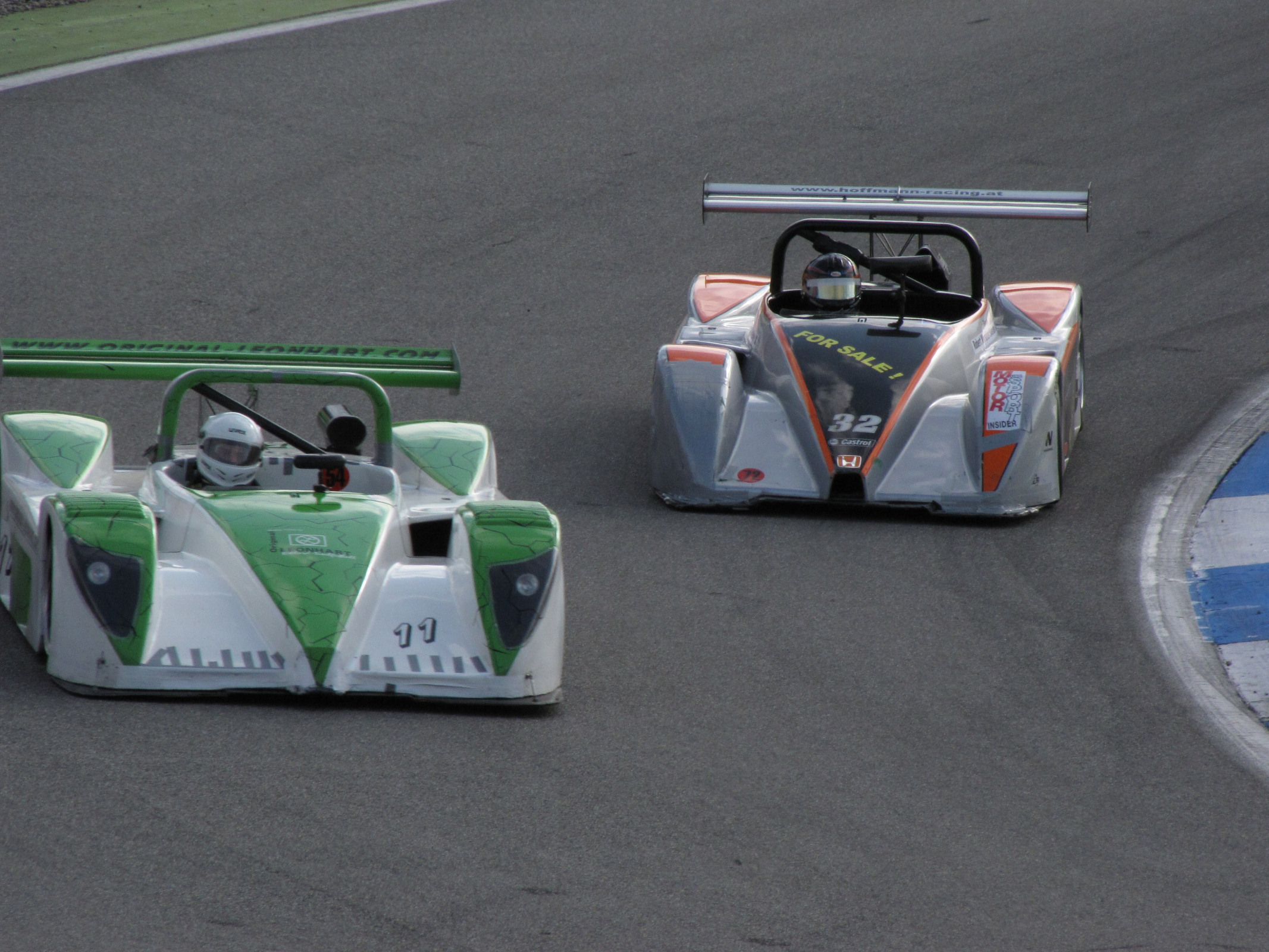
Zwei Gruppe CN-Fahrzeuge von PRC in Hockenheim 2009

Pedrazza Racing Cars, abgekürzt PRC, ist ein österreichisches Rennteam mit Sitz in  A-6971 Hard. Der Firmengründer und -Besitzer Walter Pedrazza war zuerst aktiv im Bergrennsport; heute liegt der Schwerpunkt auf Rundstreckenrennen im Rahmen der Sports Car Challenge, einer österreichischen Rennserie für offene Sportprototypen.
Bemerkenswert an der Firma ist die eigene Entwicklung und Produktion von Gruppe-CN-Fahrzeugen. Diese kommen teilweise als Kundenfahrzeuge zum Einsatz, werden aber hauptsächlich vom eigenen Rennteam eingesetzt. Dazu unterhält man eine Transportlogistik-Abteilung. Die Motoren kommen von Honda, Ford, BMW, Nissan, Alfa und Audi.
Unzählige Siege und Streckenrekorde gehen auf das Konto des Firmengründers und auf die Fahrzeuge. Sein Sohn, Emanuel Pedrazza, fuhr bis Mitte der 2000er selbst Rennen und hat im Jahre 2011 die Firmenführung übernommen.
Im Jahre 2009 erschien der PRC WPR 60, der seit seiner Einführung zahlreiche Siege in der bis 2012 aktiven „Sportscarchallenge“ einfahren konnte. Daneben sind auch die Fahrzeuge PRC S4 und der 2012 erschienene PRC FPR6 sehr erfolgreich.